# Test de Coggan
Le test de Coggan est un protocole permettant d'évaluer la puissance aérobie en cyclisme, appelée aussi puissance au seuil fonctionnel (Functional Threshold Power (FTP) en anglais).

## Histoire
Le test de Coggan a été élaboré au début des années 2000  ; il est décrit dans l'ouvrage Training and Racing with a Power Meter  écrit par Hunter Allen et Andrew Coggan. Le test a été également traduit en français dans la revue Trimag 42 L'usage du Home trainer en hiver .

## Déroulement du test de Coggan
- 20 minutes d'échauffement ;
- 3 x (1 minute de pédalage rapide à 100 tr/min (i.e. tour par minute), 1 minute de pédalage tranquille) ;
- 5 minutes de pédalage tranquille ;
- 5 minutes à fond ;
- 10 minutes de pédalage tranquille ;
- 20 minutes en contre-la-montre (meilleur temps possible) ;
- 15 minutes de retour au calme.

La valeur de 95 % de la puissance maintenue sur les 20 minutes à l'allure contre-la-montre du test décrit ci-dessus fournit la puissance au seuil fonctionnel (FTP) ; c'est la puissance estimée que le cycliste sera capable de maintenir sur un contre-la-montre individuel d'une heure.
Un exemple de mise en œuvre de ce test est détaillé sur le site Trimes.